# Observatori del Roque de los Muchachos
L' Observatori del Roque de los Muchachos  va ser inaugurat pels Reis d'Espanya a 1985 i pertany a l'Institut d'Astrofísica de Canàries (IAC).
A causa de la localització de La Palma i l'altitud que assoleix sobre el nivell del mar, nombrosos telescopis han estat construïts al Roque de los Muchachos (Garafía). La ubicació geogràfica, enmig de l'Atlàntic, i el peculiar clima provoquen la formació de núvols entre els 1.000 i 2.000 m d'altitud, que fan de mirall i impedeixen que la contaminació lluminosa de les poblacions de la costa dificultin l'observació de les estrelles.

## Història
En 1975 es crea l'Institut d'Astrofísica de Canàries i en aquest any l'ajuntament de Garafía li cedeix terreny en el Roque de Los Muchachos per les seves instal·lacions. El 1984 entren en funcionament diversos telescopis i un any després es produeix la inauguració oficial de les instal·lacions.
En els següents anys i dècada posterior es anirien instal·lant més telescopis gràcies als acords d'internacionalització signats a 1979. El 1998 el govern espanyol va aprovar la construcció del Gran Telescopi Canarias (GTC). Dos anys després, el 2000, el Príncep d'Astúries va posar la primera pedra del complex. Aquest mateix any es concretaria la cessió a l'IAC de terrenys en Breña Baja per al futur Centre Comú d'Astrofísica a la Palma (CALP). El 2003 es va instal·lar el telescopi robòtic del món, el Telescopi Liverpool.

## Instal·lacions

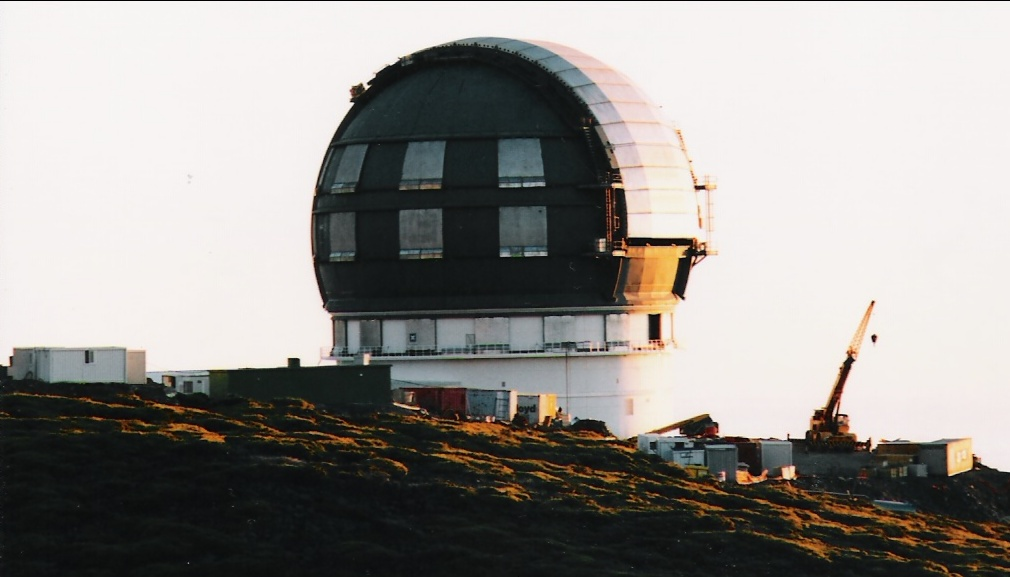
Gran Telescopi Canàries, 2002

### Telescopis nocturns
- El Grup de Telescopis Isaac Newton ( ING ) és el fruit de la col·laboració de Regne Unit, Països Baixos i Irlanda i està constituït per:
  - el Telescopi William Herschel[1] ( WHT ) és el telescopi més gran d'Europa. Té 4,2 m de diàmetre i va ser instal·lat en 1987. Ha estat utilitzat en nombrosos descobriments com l'existència d'un forat negre en la nostra galàxia o de les nanes marrons.
  - el Telescopi Isaac Newton ( INT ) de 2,5 m, utilitzat per descobrir els objectes celestes més brillants.
  - el Telescopi Jacobus Kapteyn ( JKT ) d'1 m de diàmetre, instal·lat el 1984 i especialitzat en la fotografia de gran camp.
- El Telescopi Òptic Nòrdic ( NOT ), de 2,5 m. propietat d'una associació formada pels països nòrdics. Inaugurat el 1989.
- Un telescopi de 0,6 m per a la localització de les zones a investigar.
- El Telescopi Meridià de Carlsberg ( CMT ), mesura la posició dels objectes celestes amb els seus 18 cm de diàmetre. Amb participació de Dinamarca, Regne Unit i Espanya.
- El Telescopi Mercator, propietat d'un organisme de Bèlgica té 1,2 m de diàmetre de mirall primari.
- El Telescopi Liverpool, de 2 m. és el major telescopi robòtic del món. Inaugurat el 2003 és propietat de Regne Unit.
- El Gran Telescopi Canàries, de 10,4 metres de diàmetre. La seva realització va respondre a un projecte espanyol amb la participació dels Estats Units i Mèxic. És el telescopi més gran del món.
- El Telescopi Nazionale Galileo ( TNG ), instal·lat en 1996, amb 3,6 m de diàmetre de mirall primari i propietat d'Itàlia.

### Telescopis solars
- El Telescopi Solar Suec ( SST ) d'1 metre de diàmetre. Operat per l'Institut de Física Solar. Va substituir l'SVST i permetrà veure els detalls més petits de la superfície del Sol
- El Telescopi Obert Neerlandès ( DOT ), inaugurat el 1996, té un diàmetre de 0,45 m. Propietat d'un consorci internacional, estudia el Sol i algun dels seus satèl·lits.

### Altres
- El Telescopi MAGIC, un telescopi obert de tipus Txerenkov per observar radiacions d'alta energia (Raigs gamma). Inaugurat el 2004, té la participació de diverses universitats i institucions de diversos països.
- SuperWASP (Wide Angle Search for Planets), inaugurat el 2004 està concebut per a la recerca de planetes fora del sistema solar. Amb la participació d'institucions de diversos països.